# ルートヴィヒ・ドイッチュ

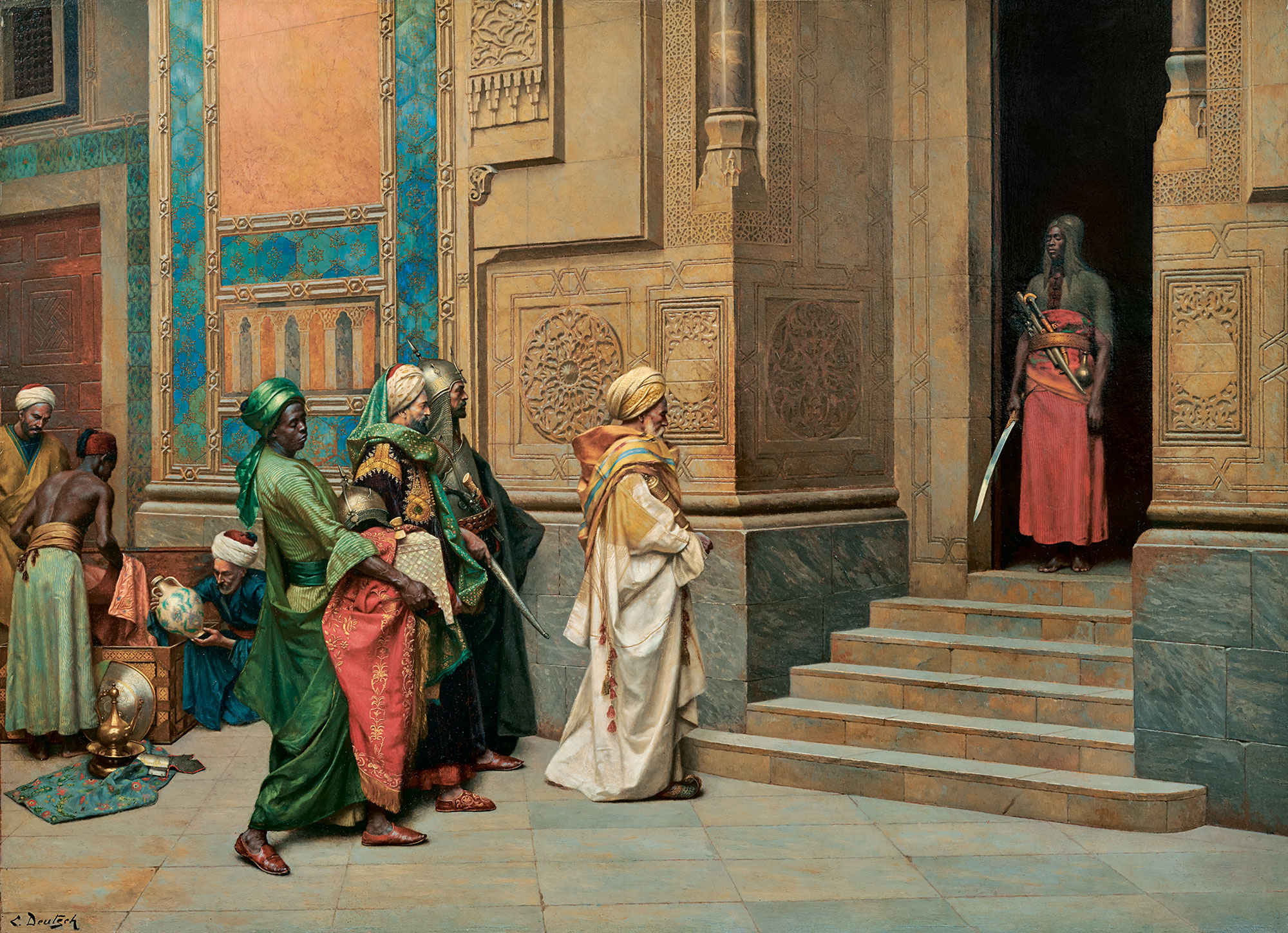
ドイッチュの描いたオリエンタリズム絵画

ルートヴィヒ・ドイッチュ（Ludwig Deutsch、1855年5月13日 - 1935年4月9日）は、オーストリアの画家である。パリで活動し、何度かエジプトを旅し、「オリエンタリズム」の画家として活動した。1919年にフランスの国籍を取得し、Louis Deutsch と名乗った。

## 略歴
ウィーンで生まれた。ユダヤ系の名家の生まれで父親は王室と取引する金融業者であった。1875年から1877年の間ウィーン美術アカデミーでアンゼルム・フォイエルバッハに学んだ。1877年にファイエルバッハが教師を退任した後は、オーストリアの「オリエンタリズム」美術を代表する画家のレオポルト・カール・ミュラーの指導を受けた。1878年にパリに移り、歴史画家のジャン＝ポール・ローランスにも学んだ。パリではル・ペルティエ通りにスタジオを開き、ハンガリー出身のアルトゥール・フェラリス(Arthur Ferraris:1856-1940) やウィーン美術アカデミーで同時期に学生であったルドルフ・エルンスト(Rodolphe Ernst:1854-1932)といったオリエンタリズムの絵画を描く画家たちと知り合った。
1881年には「オリエンタリズム」のスタイルの作品を発表しているが、ドイッチュが初め中東を旅したのは1885年頃で、1890年代に何度かエジプトを訪れ、スケッチを残し、写真を撮り、現地の衣装や道具を集めることによって、19世紀末の中東の人々の姿を細部にこだわって描いた。
1900年のパリ万国博覧会の美術展に出展し賞を受賞した。第一次世界大戦中はパリを退去しなければならなかったが、短い間北アフリカを旅した記録があるが、詳細は知られていない。戦争が終わった後の1919年にフランス国籍を取得し、フランス風の名前Louis Deutschを署名するようになった。パリで亡くなった。

## 作品

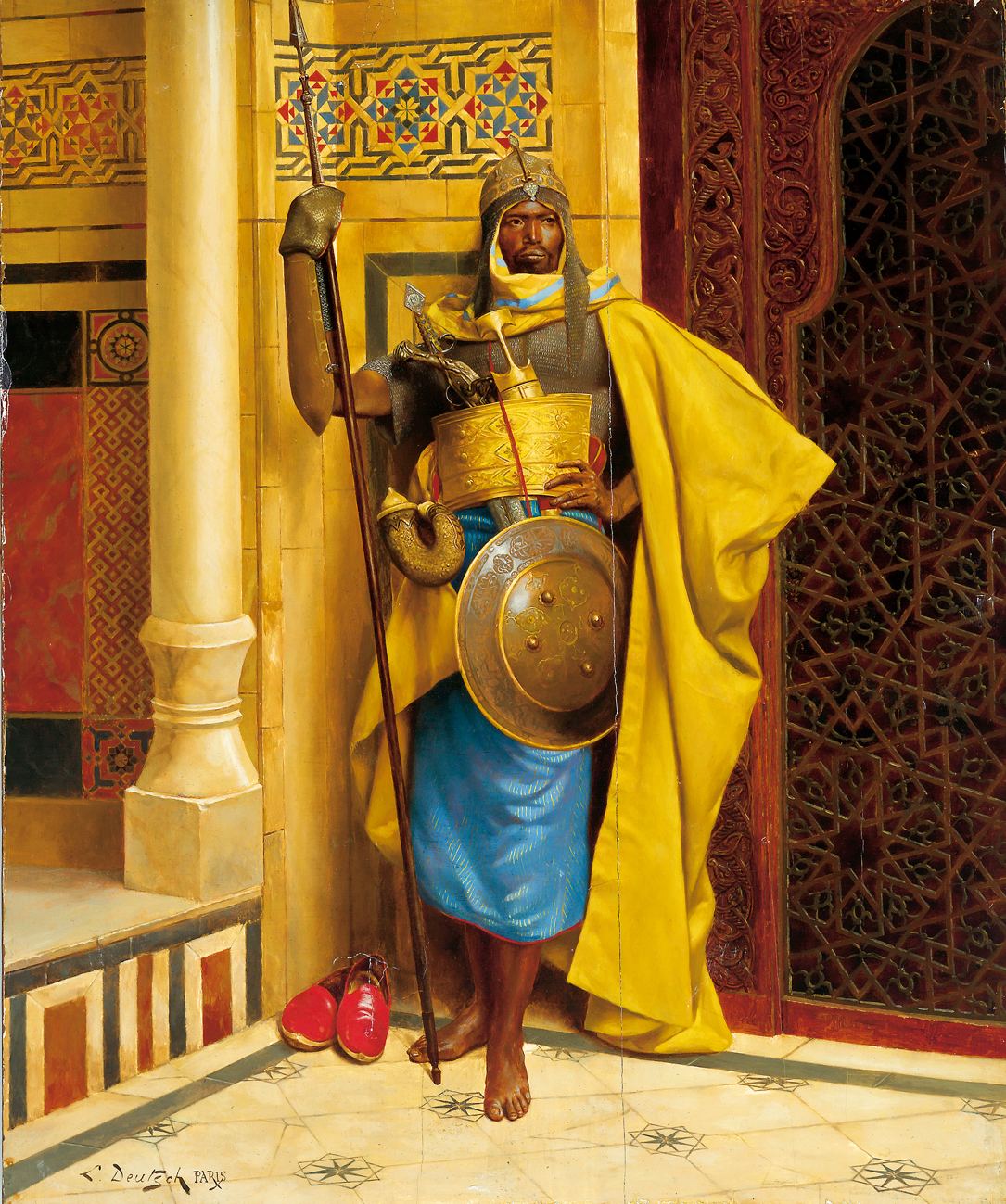
ヌビアン宮殿の衛兵
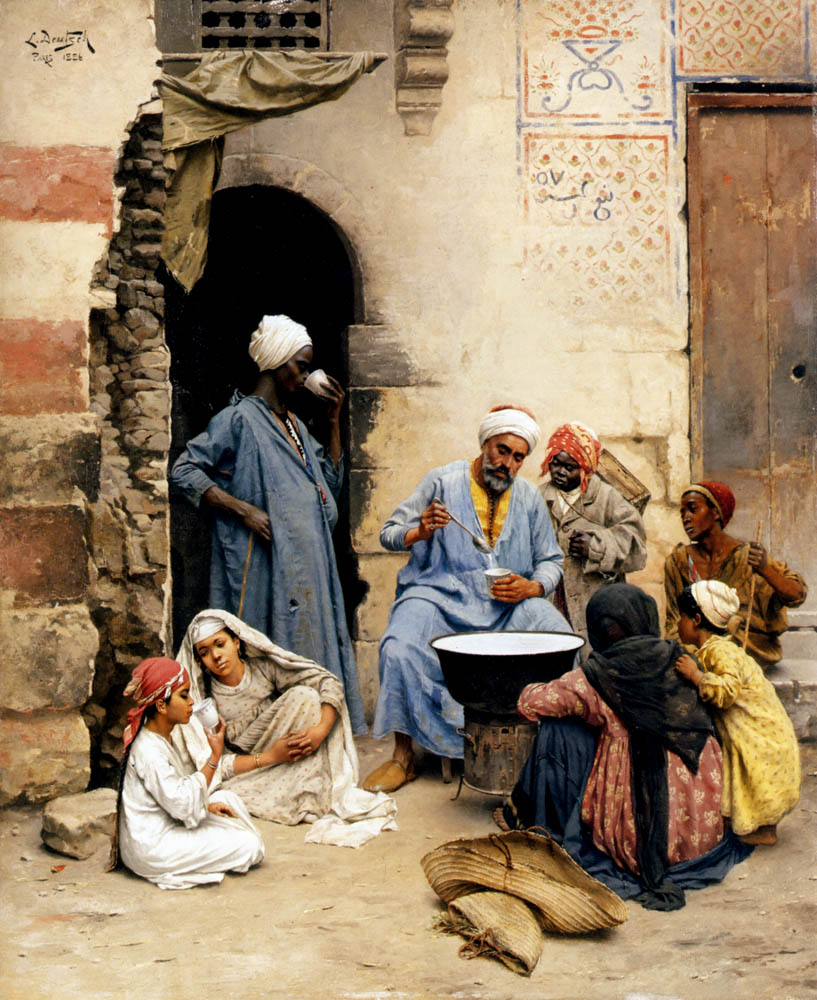
カイロのサレップ（飲料）売り(1886)
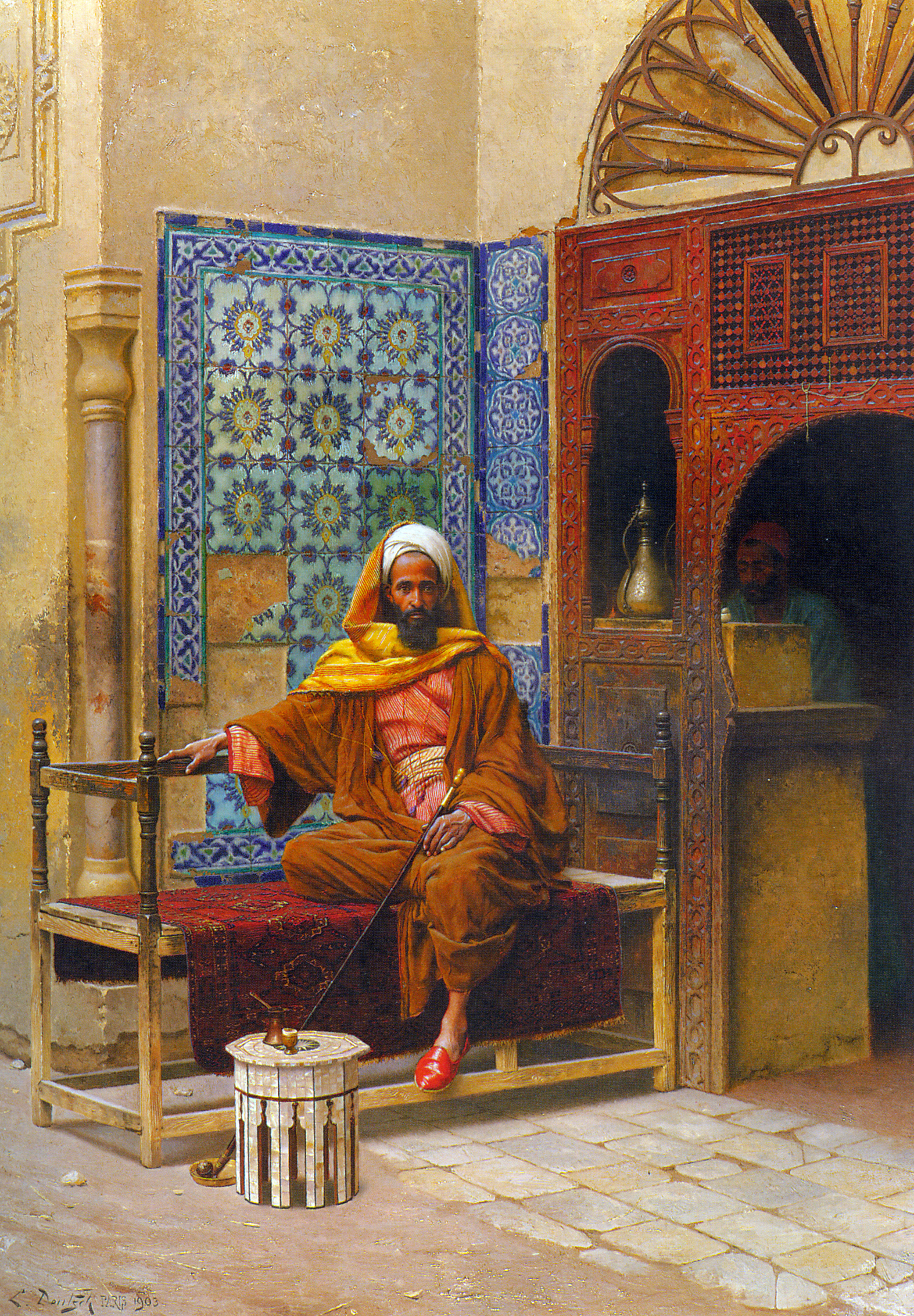
喫煙者 (1903)
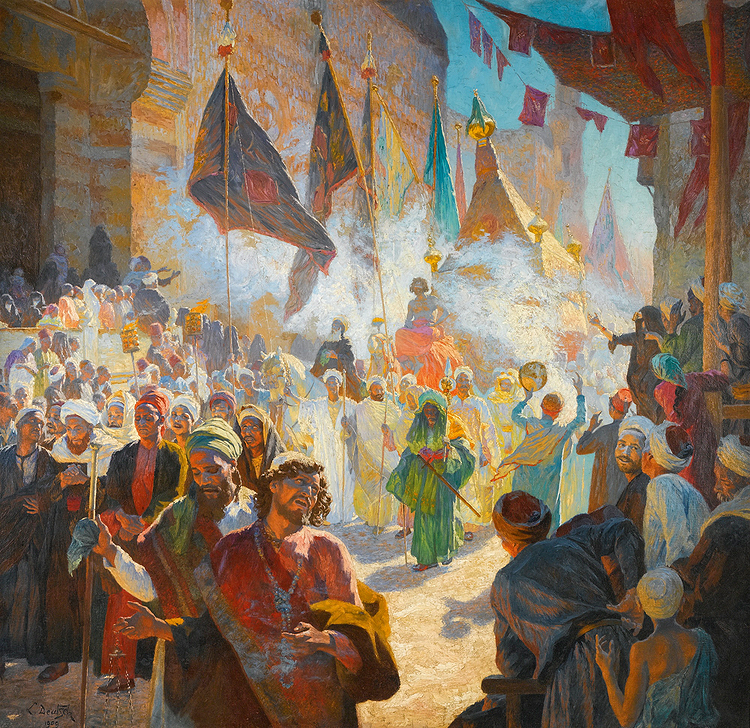
カイロのマフマルの行列 (1909)